# St Briavels Castle

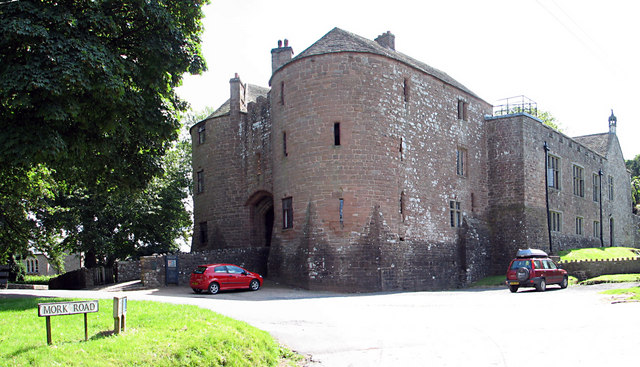
St Briavels Castle

St Briavels Castle ist eine Burg im Dorf St Briavels in der englischen Grafschaft Gloucestershire. Bekannt ist die Burg für ihr riesiges Torhaus aus der Zeit König Eduards I.
St Briavels Castle wurde ursprünglich zwischen 1075 und 1129 als königliches Verwaltungszentrum für den Forest of Dean errichtet. Im 13. Jahrhundert wurde die Burg zuerst zum bevorzugten Jagdschloss von König Johann Ohneland und dann zum wichtigsten Zentrum für die Fertigung von Bolzen in England, von denen große Mengen für Armbrüste in der mittelalterlichen Kriegskunst benötigt wurden. Im 14. und 15. Jahrhundert ging der Besitz der Burg mehrmals zwischen königlichen Günstlingen hin und her und langsam nahm ihre Bedeutung ab und ihr Erscheinungsbild verschlechterte sich. St Briavels Castle diente hauptsächlich als Gerichtsgebäude und berüchtigtes Schuldgefängnis. Die Haftbedingungen dort wurden 1775 vom Gefängnisreformer John Howard dokumentiert. Nach örtlichen Umtrieben und einer Parlamentsuntersuchung in den 1830er-Jahren setzten Reformen im 19. Jahrhundert der Nutzung der Burg als Gefängnis ein Ende.
Ausgedehnte Renovierungsarbeiten an der Wende zum 20. Jahrhundert sorgten dafür, dass St Briavels Castle 1948 als Jugendherberge übernommen werden konnte. Auch heute noch erfüllt es diese Rolle, wird von English Heritage verwaltet und ist öffentlich zugänglich. Die Burg ist als historisches Bauwerk I. Grades gelistet und gilt als Scheduled Monument.

## Architektur
St Briavels Castle liegt auf einem prominenten Sporn über dem River Wye an der Westgrenze des Forest of Dean. Das Gebäude ist vornehmlich aus örtlichem Old-Red-Sandstein und Kalkstein errichtet. Das Burggelände ist von einem verfüllten Graben umgeben, der heute ein Garten ist. Der Graben war ursprünglich ein Wassergraben, der von einer Quelle darunter gespeist wurde.

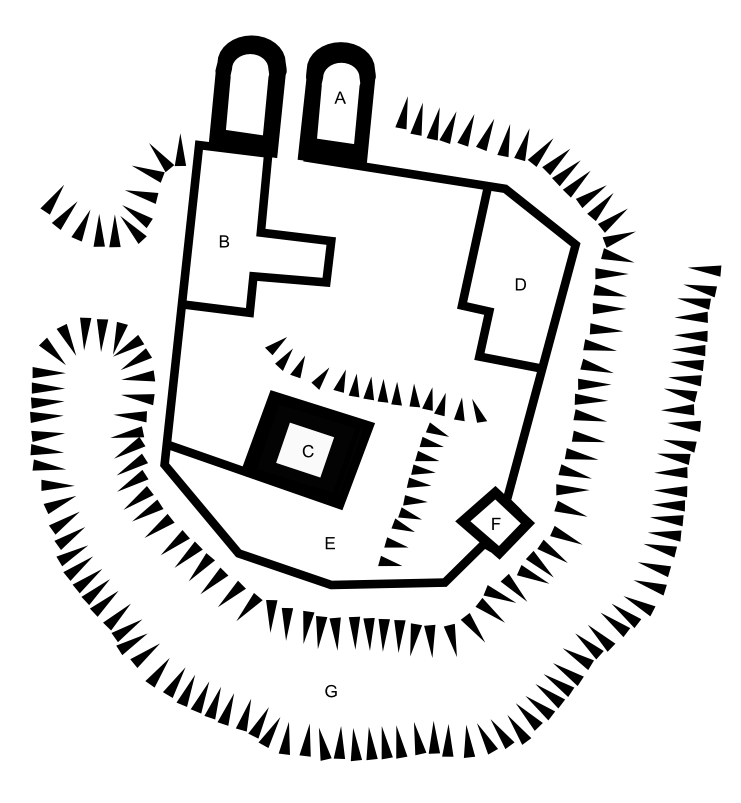
Plan von St Briavels Castle Anfang des 14. Jahrhunderts: A: Torhaus; B: Königsgemächer und Kapelle; C: Donjon; D: Rittersaal; E: „The Peel“; F: Turm; G: Burggraben.

Der Donjon der Burg, der einstürzte und im 18. Jahrhundert abgerissen wurde, hatte ursprünglich einen rechteckigen Grundriss im normannischen Stil, 15,6 Meter × 13,9 Meter, und stand auf einem Mound aus Ton und Stein. Der intakte Donjon war etwa 20 Meter hoch und sah denen von Goodrich Castle und White Castle ähnlich, die beide etwa zur gleichen Zeit im selben Stil in der Region entstanden.
Der Donjon wurde durch eine steinerne Kurtine geschützt, die heute noch existiert und den Burghof einfriedet. Ihr unregelmäßig-vielseitiger Grundriss legt den Schluss nahe, das sie an der Stelle eines früheren Erdwerkes entstand. Sie hatte ursprünglich einen kleinen, runden Turm an der Südostecke und vermutlich ein Tor in der Südmauer neben den Donjon. Andere, heute abgerissene Gebäude waren eine Schmiede und zugeordnete Gebäude entlang der Nordostseite des Burghofes. Auf der Nordwestseite des Burghofes finden sich aber noch etliche mittelalterliche Wohngebäude, z. B. ein Rittersaal, ein Solar und eine Kapelle. Dort waren ursprünglich die Unterkünfte für den Konstabler der Burg und den König. Diese Gebäude wurden im 19. Jahrhundert restauriert, so, wie sie heute sind. Einige Details, wie das Rittersaalgebäude, der offene Kamin und die Kapitelle scheinen aus dem 13. Jahrhundert zu stammen. Der Rittersaal und der Solar bilden ein zweistöckiges Gebäude mit einem Grundriss von 23 Metern × 10 Metern. Daneben steht die Kapelle aus dem 14. Jahrhundert, in der sich spätere Einbauten und Fenster aus dem 17. Jahrhundert finden. An einem Ende des Wohntrakts befindet sich der bekannte “Forester’s-Horn”-Kamin, verziert mit dem Horn des Jagdaufsehers, einem Symbol für das Forstrecht und die Autorität der Burg. Die Gebäude enthalten auch ein Kellerverlies; Graffiti von 1671 zeigen, dass es zu dieser Zeit noch in Gebrauch war.

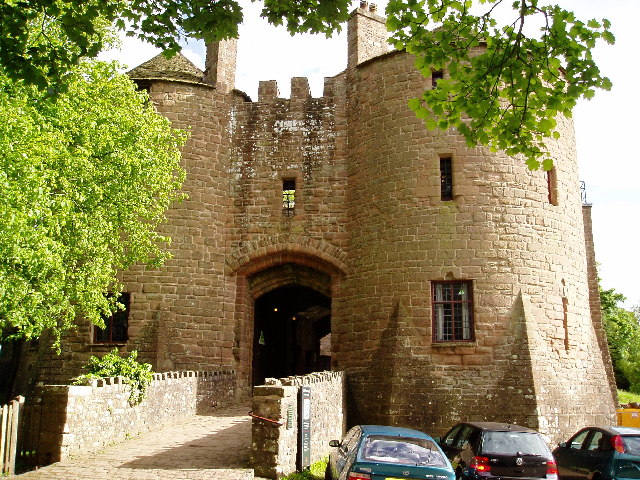
Das Torhaus aus der Zeit Eduards I.

Das Torhaus von St Briavels Castle beschreibt Nikolaus Pevsner in seinem Werk The Buildings of England als „(…) großartig (…) ein sehr schönes Beispiel königlicher Maurerarbeit aus dieser Zeit.“ Es handelt sich um ein massives Gebäude mit zwei großen D-förmigen Türmen, die eine breite und 14,8 Meter lange Torpassage flankieren. Sie sind oben durch einen großen Raum verbunden. Diese Art Torhaus wird oft wegen der massiven Größe der Verteidigungsanlagen innen und außen „Donjon-Torhaus“ oder „Torhaus-Donjon“ genannt. Das erste Torhaus dieser Art wurde auf Caerphilly Castle gebaut, weitere Exemplare finden sich in Nordwales und auf Tonbridge Castle. Einmalig am Torhaus von St Briavels Castle ist, dass es durch drei Fallgatter gesichert ist, auch wenn einige Torhäuser, wie z. B. auf Harlech Castle und auf Beaumaris Castle, mit Schlitzen für drei Fallgatter ausgerüstet wurden; es wurden jeweils nur zwei Fallgatter installiert. Bemerkenswert ist auch die Existenz kleinerer Fallgatter zur Verteidigung der Eingänge von der Passage zu den Portierslogen. Das Torhaus war ursprünglich höher als es heute ist und der Eingang war wohl mit einer Zugbrücke ausgestattet, die im 20. Jahrhundert entfernt wurde.
Die Fundamente des Torhauses sind durch große „Eckblätter“ vor Unterminierung geschützt. Dieses Konstruktionsdetail ist typisch für Burgen in den Welsh Marches, z. B. Goodrich Castle und Tonbridge Castle, aber anders als diese hat St Briavels Castle eine solide, achteckige Anordnung anstatt einer rechteckigen, was mit der Form der runden Türme korrespondiert. Das Torhaus ist gut geschützt mit Ausnahme der oberen Fenster auf der Rückseite. Die oberen Geschosse waren für hochgestellte Gäste gedacht und diese Fenster sorgten für adäquate Beleuchtung der Schlafgemächer. Die Südostseite des Torhauses ist aber relativ modern, da sie nach einem Einsturz in der Vergangenheit neu aufgebaut wurde.

## Geschichte

### 11. und 12. Jahrhundert

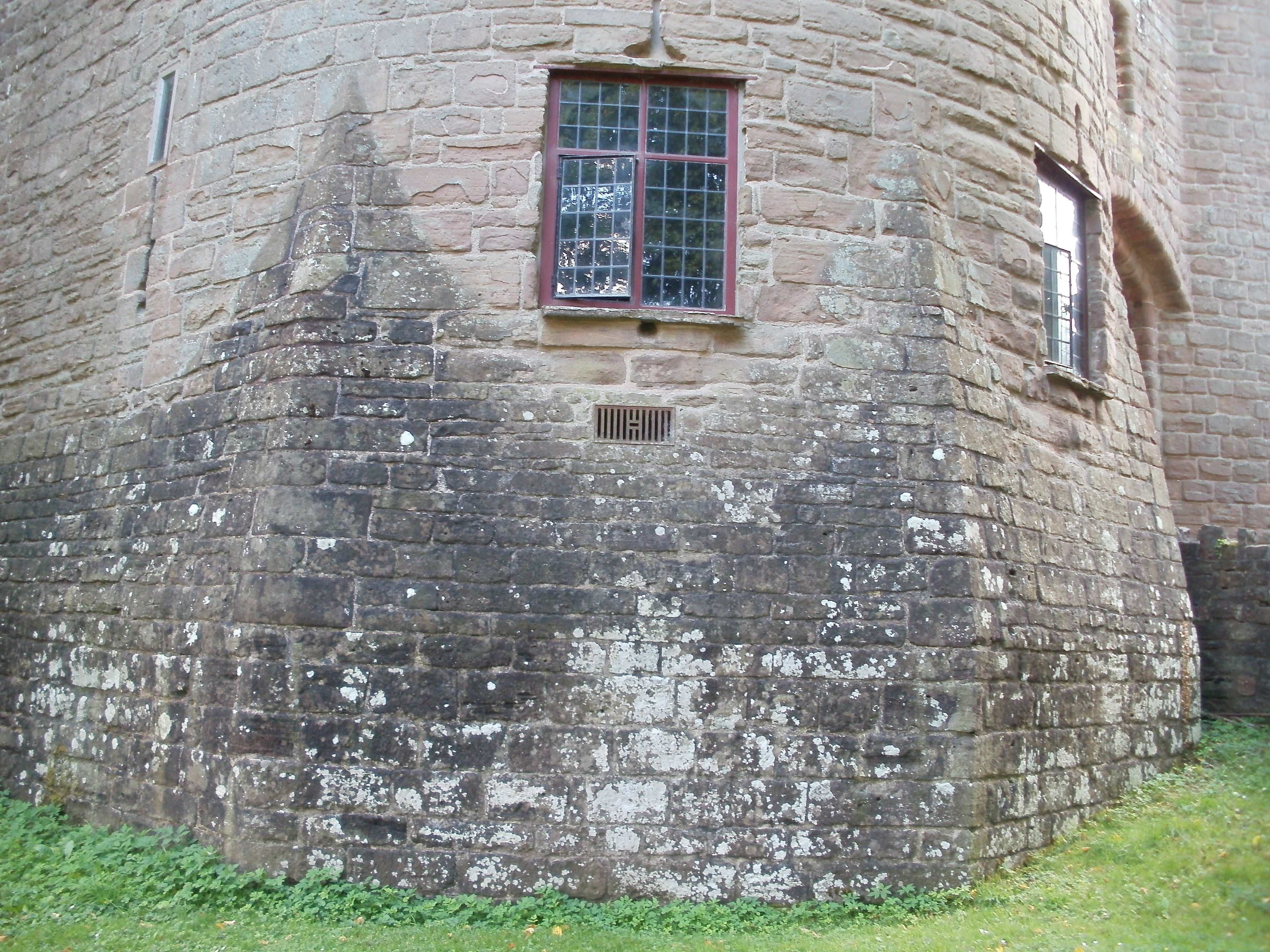
Die achteckigen Eckblätter zur Verhinderung der Unterminierung

St Briavels Castle scheint aus normannischer Zeit zu stammen, auch wenn der Ort selbst in früherer Zeit gegründet wurde. Die Gegend erhielt William FitzOsbern, der erste Earl of Hereford, 1067. Er ließ eine Reihe von Burgen in der gesamten Region bauen, z. B. Chepstow Castle, Monmouth Castle, Clifford Castle und Wigmore Castle. Es scheint aber, das FitzOsbern keine Burg auf dem Gelände in St Briavels errichten ließ, und die Revolte von FitzOsberns Sohn, Roger de Breteuil, führte zur Übernahme des Dorfes durch die königlichen Verwalter des Forest of Dean.
St Briavels Castle wurde irgendwann zwischen 1075 und 1129 auf königliches Geheiß hin gebaut, aber der genaue Bauzeitraum ist nicht bekannt. Walter de Gloucester, der Sheriff von Gloucester und sein Sohn, Miles de Gloucester, machten St Briavels Castle zum Verwaltungszentrum des Forest of Dean. Der Standort der Burg liegt weit hinter der englisch-walisischen Grenze, wo es vor der Invasion nur wenig walisische Präsenz gab. Daher scheint die Burg eher zum Zweck der königlichen Regentschaft denn zum Schutz der Welsh Marches nach Westen errichtet worden zu sein. Ähnliche Fälle im Südwesten Englands sind z. B. Restormel Castle und Lydford Castle in Devon und Cornwall, beide regionale königliche Verwaltungszentren. Eine andere Sichtweise geht davon aus, dass St Briavels Castle zusammen mit den königlichen Burgen Bristol Castle und Gloucester Castle zum Schutz des Ästuars des Severn im Süden gedacht war. Diese frühe Burg war eine Motte, deren Donjon vermutlich aus Holz war.

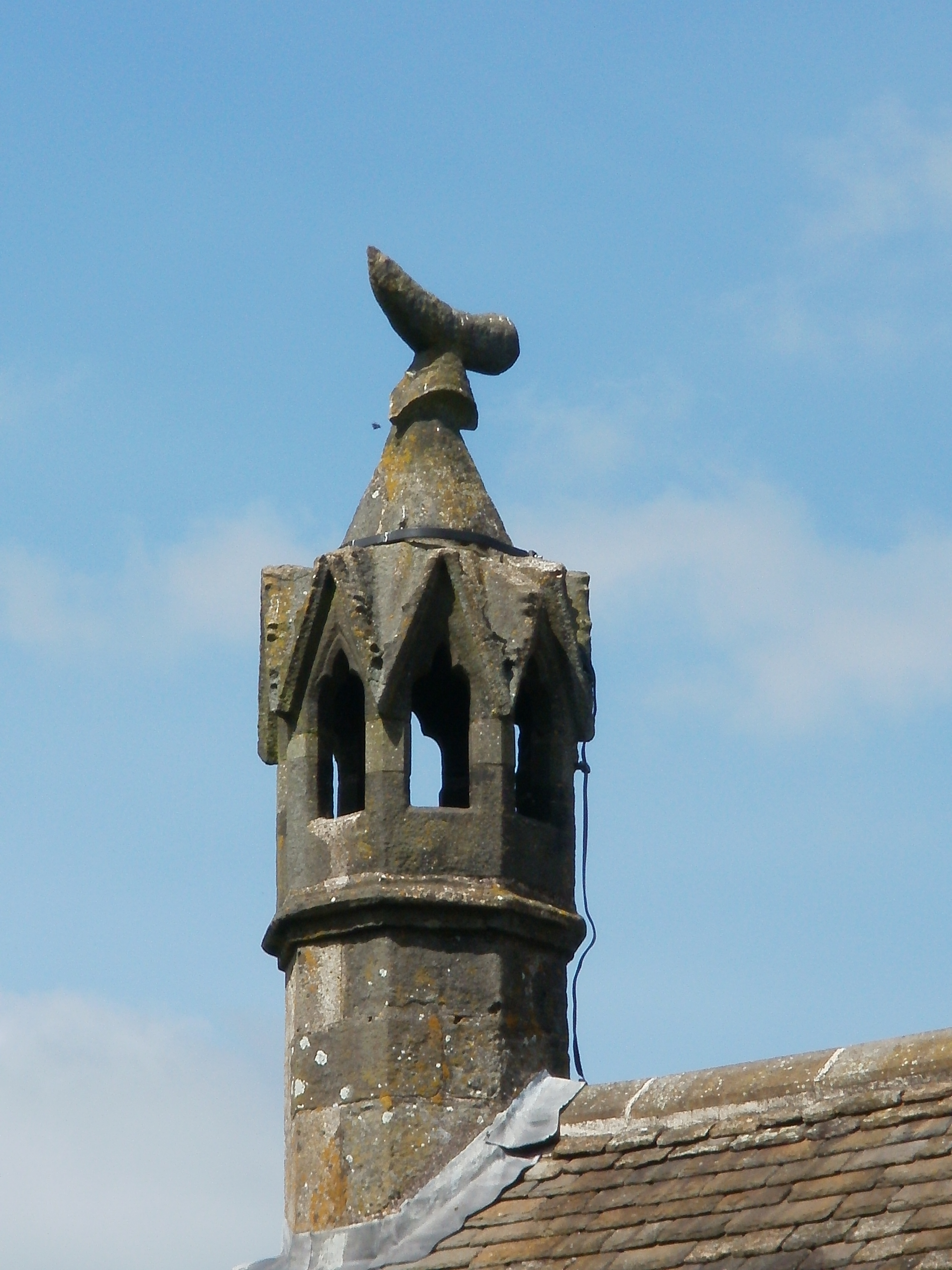
Der berühmte „Forest-Horn“-Kamin auf St Briavels Castle

Miles de Gloucester und sein Partner Pain FitzJohn verstärkten ihren Griff auf die walisische Grenze in den letzten Jahren der Regentschaft von Heinrich I., aber nach dem Tod des Königs 1135 glitt England in den Bürgerkrieg der Anarchie, da die Fraktionen von König Stephan und Kaiserin Matilda um die Kontrolle über das Land kämpften. Pain FitzJohn fiel schon früh in den Kämpfen, aber Miles de Gloucester bekannte sich zu Matilda und erlangte die Kontrolle über die Burg in eigenem Namen. 1141 bestätigte die Kaiserin Miles de Gloucester als Earl of Hereford und verlehnte ihm offiziell St Briavels Castle. Unter Miles de Gloucester entkam die Burg den schlimmsten Kämpfen der Anarchie. Miles‘ Sohn, Roger FitzMiles, behielt die Burg bis in die Regentschaft von Heinrich II., dem Sohn der Kaiserin. Aber eine Konfrontation mit dem neuen König sorgte dafür, dass ihm das Earldom aberkannt und die Burg wieder in königliches Eigentum überführt wurde, erneut als Teil des Forest of Dean. König Heinrich II. ließ in den 1160er-Jahren den hölzernen Donjon durch ein steinernes Exemplar ersetzen.
Die königlichen Wälder unterlagen im Frühmittelalter besonderer, königlicher Rechtsprechung; das Forstrecht war “schroff und willkürlich, einzig eine Frage des königlichen Willens”. Die Wälder sollten dem König Jagdgründe bieten und ihn mit Rohmaterial, Gütern und Geld versorgen. Im Forest of Dean konnte man jagen, aber er war für den König wegen der großen Ressourcen an Bäumen, die man zu Holzkohle verarbeiten konnte, und den Eisenlagerstätten im Kalkstein der Region noch wichtiger als größeres Zentrum für Metallverarbeitung. Die vor Ort gefertigten Güter aus Eisen wurden in der Burg gelagert, bevor sie zu anderen königlichen Liegenschaften transportiert wurden. Die gefertigten Mengen waren beträchtlich; 1172 z. B. erhielt Heinrich II. 100 Äxte, 1000 Pickel, 2000 Schaufeln und 60.000 Nägel von St Briavels Castle. König Richard Löwenherz nahm 50.000 Hufeisen von St Briavel mit sich auf den Kreuzzug. Der Konstabler von St Briavels Castle hatte eine große Zahl von Verantwortlichkeiten im Wald, z. B. die Verwaltung der Rechte und Privilegien der Metallarbeiter, was durch den Miners' Court und den Hundreds Court (dt.: Gericht der Bergleute und Gericht der Harde) auf der Burg gewährleistet wurde.

### 13. Jahrhundert

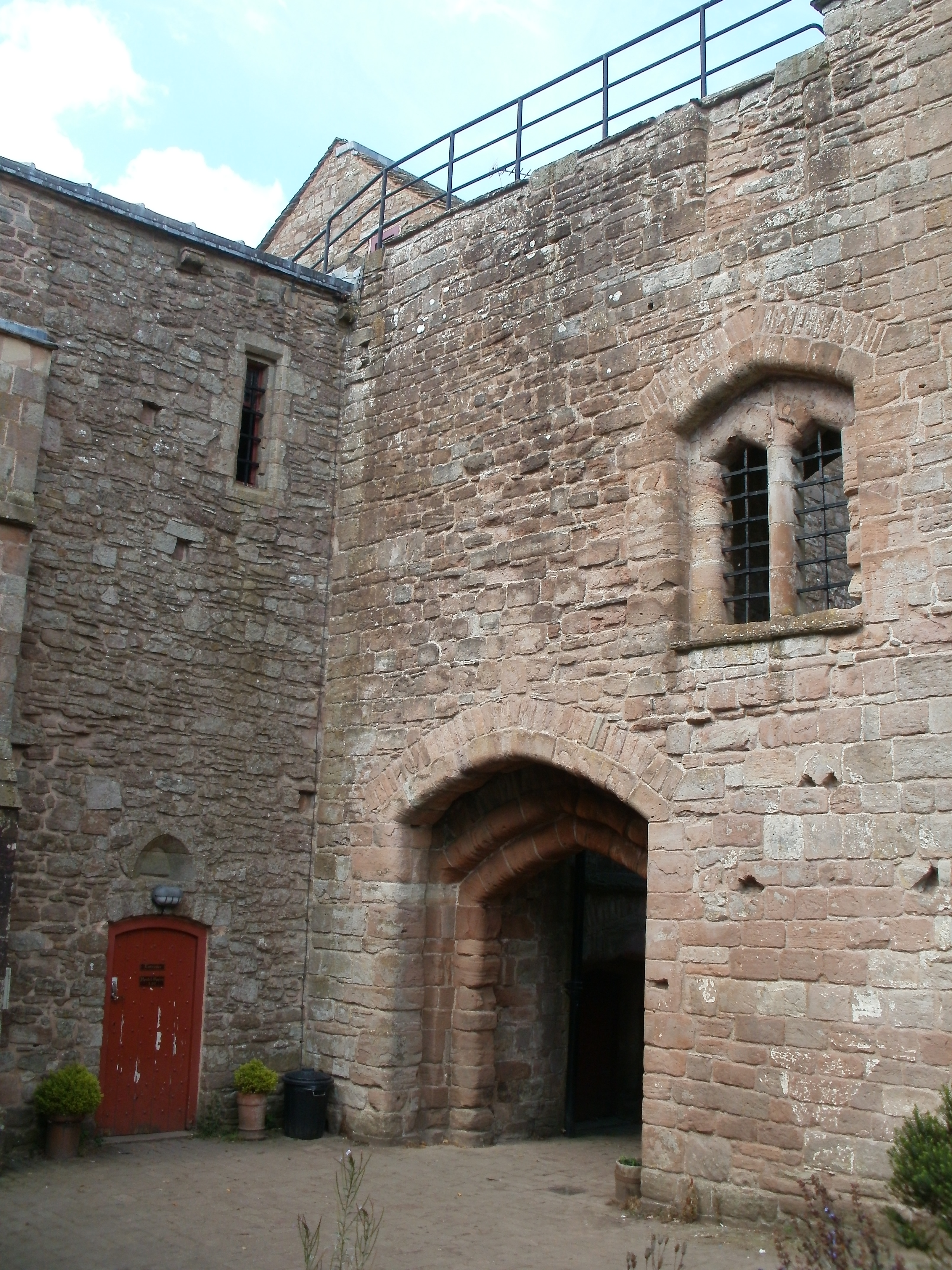
Die Innenseite des Torhauses von St Briavels Castle

König Johann Ohneland jagte jedes Jahr im November im Forest of Dean und nutzte St Briavels Castle als Operationsbasis für diese Ausflüge. Der König bewirtete den walisischen Herrn Gruffyd ap Cadwallon 1207 auf der Burg. Dieses royale Interesse führte zu weiteren Bauarbeiten und wesentlichen Investitionen; für £ 291 wurde in den folgenden vier Jahren gebaut. Eine steinerne Kurtine ersetzte das frühere, hölzerne Exemplar zwischen 1209 und 1211, komplett mit Turm und Tor. Im Burghof wurden etliche Wohngebäude für den König errichtet. 1236–1237 wurde eine hölzerne Kapelle in der Burg gebaut. Der Ausbau der Burg wurde vermutlich durch die erhöhten Steuern auf die Metallarbeiten in der gesamten Gegend finanziert und zum Ende von Johann Regierungszeit war die Burg fast schon fertig ausgebaut.
1217 wurde die Carta de Foresta genehmigt, teilweise, um die schlimmsten Exzesse königlicher Rechtsprechung zu mildern. Das Forstrecht aber erlaubte es, eine große Zahl an Geldstrafen für örtliche Bauern zu verhängen, die zahlreiche Vorschriften brachen, sodass sowohl Wild als auch Bäume im Wald geschützt wurden. In den Gerichtsverhandlungen, die auf St Briavels Castle abgehalten wurden, wurden relativ viele Geldstrafen, sowohl für illegalen Holzeinschlag als auch für Wilderei verhängt. Die Burg diente bald danach auch als Gefängnis, zum Teil für Straftäter nach dem Forstrecht als auch für Leute, die ihre Geldstrafen nicht zahlen konnten.
Nach dem Tod von Johann Ohneland wurde St Briavels Castle das wichtigste Zentrum der englischen Bolzenproduktion. Die Armbrust war ein wichtiger militärischer Fortschritt gegenüber dem alten Pfeil und Bogen. In der Zeit König Richard Löwenherz‘ war sie die bevorzugte Waffe. Viele Armbrüste und noch mehr Bolzen wurden zur Versorgung der königlichen Truppen benötigt. Armbrüste wurden vorwiegend im Tower of London gefertigt, aber St Briavels Castle, wohin der umgebende Wald die Rohstoffe lieferte, wurde zum nationalen Zentrum für die Herstellung von Bolzen.

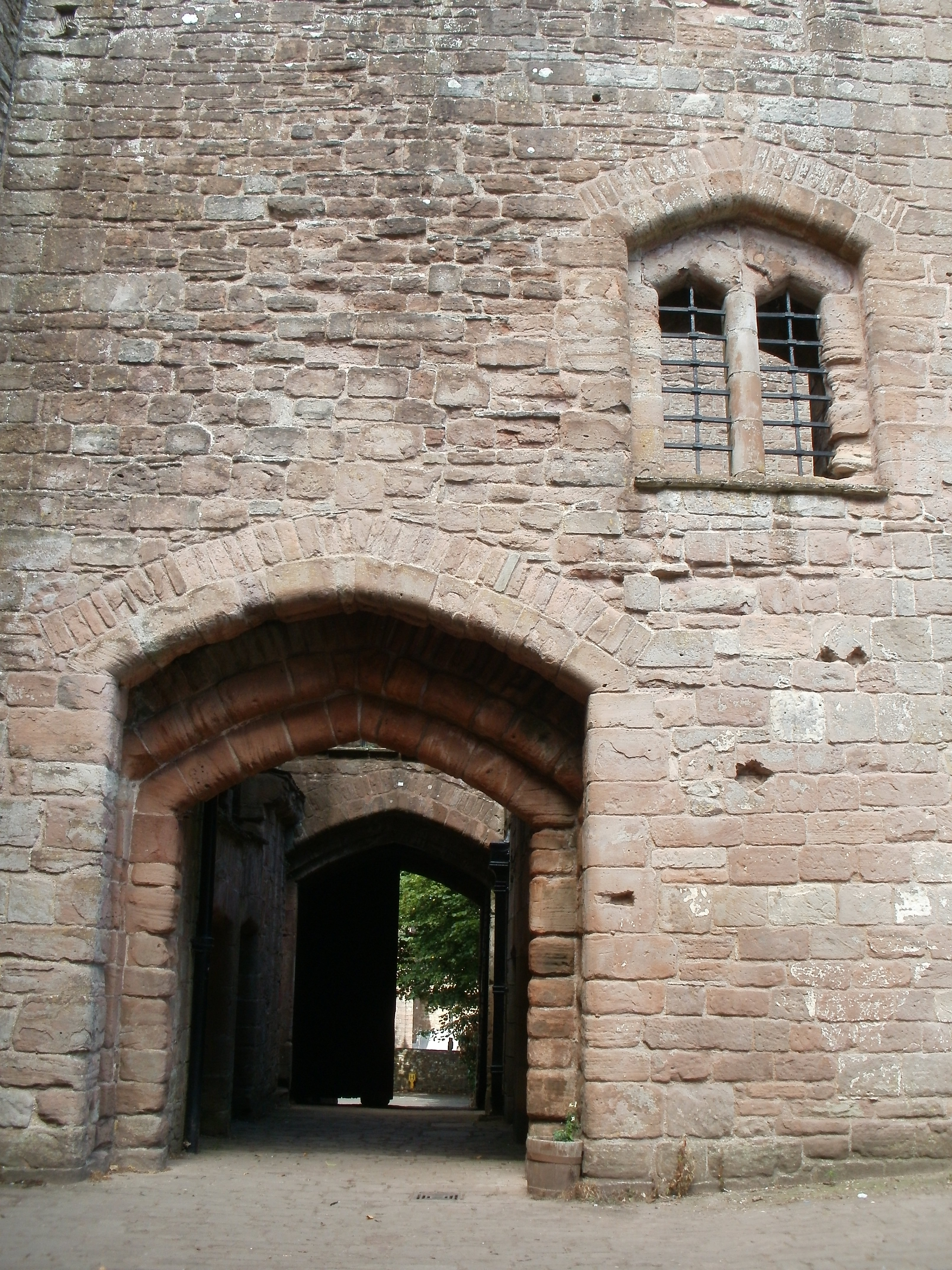
Der Durchgang durch das Torhaus; bemerkenswert sind die drei Fallgatter zur Verteidigung.

1228 kamen John Malemort, Wilhelm der Schmied und Wilhelm der Fiederer auf der Burg an und begannen mit der Produktion in einer Schmiede im Burghof. 1233 erreichte man eine Produktionsmengen von 120.000 Bolzen in einer Periode von 120 Tagen, wobei ein Mann wie Malemort bis zu 100 Bolzen pro Tag schaffte. Die Bolzen wurden dann in Fässer verpackt und in großer Menge im ganzen Königreich verteilt. Weitere Eisenwaren aus der Burg wurden nach Hereford geschickt, um dort Belagerungsgerät zu bauen. Die Fertigungskapazität von St Briavels Castle verlieh dem König einen entscheidenden Vorteil gegenüber möglichen feindlichen Baronen; die Versorgung der Marcher Lords, die von den Walisern bedroht wurden, mit Waffen von der Burg aus war eine der Quellen der königlichen Macht in dieser Zeit.
Da die Burg nun ein Zentrum des Waffenbaus war, wurde sie weiter gesichert; ein neuer Verteidigungsgraben, frisch reparierte Mauern und eine neue Kapelle kamen hinzu. Die Burg wurde während des Aufstandes von Richard Marshal gegen König Heinrich III. in den Jahren 1233 und 1234 mit einer Garnison von königlichen Truppen belegt, was den Schluss nahelegt, dass sie damals beträchtlichen militärischen Wert hatte. Ein weiterer Indikator für die militärische Bedeutung der Burg und des umgebenden Waldes waren die £ 20 Jahresgehalt, die der Konstabler 1287 erhielt. Dies war genauso viel wie die Gehälter von Konstablern viel größerer Burgen, wie Rhuddlan Castle oder Nottingham Castle.
Unter König Eduard I. wurde das massive Torhaus zum Schutz des Eingangs zur Burg gebaut, einschließlich besonderen Schutzes gegen Unterminierung desselben. Es gab Spekulationen darüber, dass der königliche Architekt James of St. George für die Bauarbeiten verantwortlich sein könnte, die in den Jahren 1292 und 1293 zum Preis von £ 477 durchgeführt wurden. Der Grund für den König, damals die Burg erweitern zu lassen, sind unklar, da die Burg sehr weit von der walisischen Grenze entfernt und nicht in unmittelbarer Gefahr eines Angriffs war. Eine populäre Erklärung besteht darin, dass wegen der Menge der Waffen und des Geldes, die damals dort eingelagert waren, das Torhaus zur Verbesserung der inneren Sicherheit der Burg gebaut wurde. Der Einbau zusätzlicher Fallgatter stützt ebenfalls diese Erklärung. Im Jahre 1300 wurde die alte, hölzerne Kapelle in Stein neu errichtet und 1310 wurde eine Erweiterung der Burgmauern zum Preis von £ 40, genannt „The Peel“ errichtet. Diese folgte der Linie des alten Mounds und schützte den Donjon zusätzlich.

### 14.–17. Jahrhundert

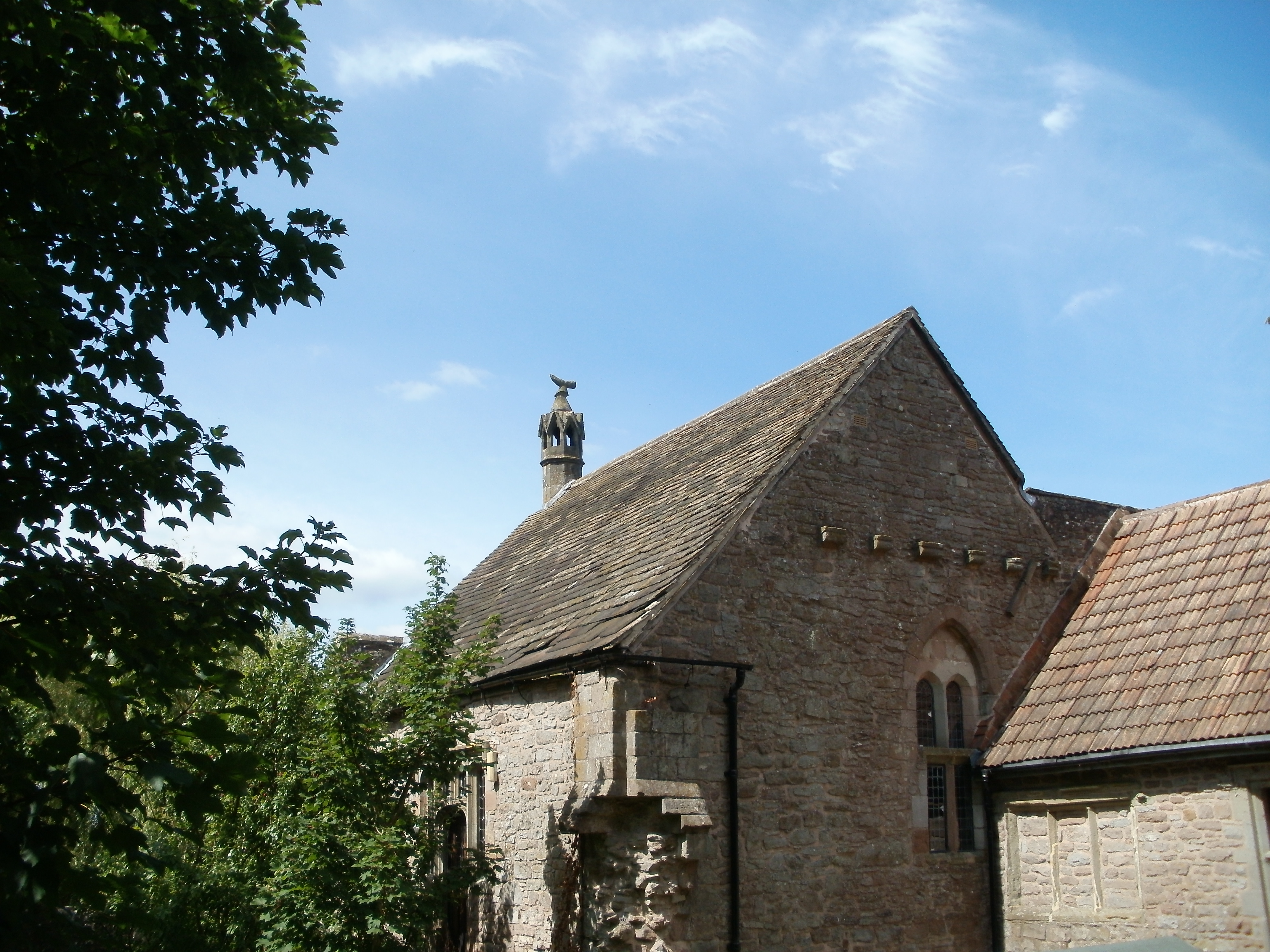
Kapelle von St Briavel's Castle, erneuert im 17. Jahrhundert

St Briavels Castle blieb während der Regierungszeit Eduards II. ein wichtiger Ort, weil die Welsh Marches eine Schlüsselregion in den Kriegen zwischen dem König, seinen Favoriten und verschiedenen Fraktionen von Adligen in dieser Zeit war. Roger d’Amory war in diesen frühen Jahren von Eduards Regierungszeit Konstabler der Burg. D’Amory war königlicher Favorit und Eduard II. besuchte die Burg mehrere Male, wobei in dieser Zeit die Räume und Quartiere umfangreich renoviert wurden. Um £ 500 kosteten die Arbeiten, eine wesentliche Summe.
D’Amory wurde von Hugh le Despenser dem Jüngeren aus der Gunst des Königs verdrängt und d’Amory kämpfte gegen den König im Despenser War 1321–1322. Nach dem Krieg stellte König Eduard die Welsh Marches unter die Verwaltung der Despensers, wobei Hugh le Despenser der Ältere die Verantwortung für St Briavels übernahm. Die Despensers ernannten Robert Sapy zum Statthalter von St Briavels Castle und der anderen konfiszierten Burgen in den Welsh Marches. Als Folge des rauen Regiments der Despensers kam es zu Gewaltausbrüchen in der gesamten Region und Sapys Vertreter wurde im Juli 1325 auf seinem Weg von St Briavels Castle nach London angegriffen; seine Augen wurden ausgestochen, seine Arme und Beine gebrochen und all seine Aufzeichnungen und sein Geld wurden geraubt. Eduard und die Despensers wurden bald danach von Eduards Gattin, Isabelle de France, abgesetzt. Isabella von Frankreich unternahm es nach ihrem Sieg, ihre eigenen Ländereien auszudehnen und nahm St Briavels Castle und etliche andere Burgen in Besitz. Als Isabella 1330 von ihrem Sohn, Eduard III., gestürzt wurde, fiel die Burg an die Krone zurück.
Gegen Ende des 14. Jahrhunderts kam in England zunehmend der Konflikt zwischen den Yorkisten und den Lancastrianern auf. St Brivaels Castle wechselte mehrmals zwischen diesen Parteien den Besitzer, spielte aber keine größere Rolle in dem eigentlichen Konflikt. Anfangs fiel die die Burg an den Sohn König Eduards, Thomas of Woodstock, 1. Duke of Gloucester; als dieser nach seinem Aufstand gegen König Richard II. die königliche Gunst verlor, erhielt Thomas le Despenser 1397 die Burg auf Lebenszeit als Teil des Lohns für seine Dienste für König Richard. Mit Thomas le Despensers eigenem Verlust der Macht unter König Heinrich IV. fiel die Burg dann an König Heinrichs Sohn, John of Lancaster, 1. Duke of Bedford. Henry de Beauchamp, 1. Duke of Warwick, ein enger Freund Heinrichs VI., erhielt St Briavels Castle und den Forest of Dean um 1445. William Herbert erhielt die Burg 1467 als Lohn für seine Unterstützung von Eduard IV. und der yorkistischen Fraktion in den Rosenkriegen; er wurde dann auf Geheiß des Lancastrianers Richard Neville, 16. Earl of Warwick, hingerichtet, der die Burg für sich selbst beanspruchte. Der Earl of Warwick fiel 1471 in der Schlacht von Barnet, aber, nachdem die Burg kurze Zeit von ‘’Robert Hyet’’ gehalten wurde, gab König Heinrich VII. sie an Nevilles Witwe, Anne Neville, 16. Countess of Warwick, zurück. Nach dem Tod von Anne Neville fiel die Burg an Thomas Baynham.

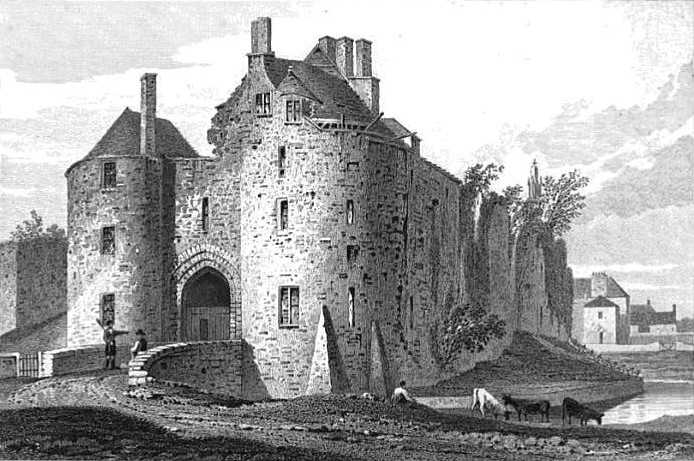
St Briavels Castle 1823

Zu dieser Zeit aber befand sich St Briavels Castle viele Jahre lang in einer Phase des langsamen Niedergangs, ähnlich wie viele andere königliche Burgen in der Region, wie z. B. Bristol Castle und Gloucester Castle. Kleinere Verbesserungen wurden angebracht, so z. B. im 15. Jahrhundert verschiedene Fenster zur Belichtung in die inneren Gebäude der Burg eingebaut und im 17. Jahrhundert die Kapelle wesentlich umgebaut. Diese Veränderungen waren aber nicht so entscheidend, dass man behaupten könnte, dass diese Burgen erfolgreich in luxuriösere Wohngebäude umgestaltet worden wären.
Unter den Königen Jakob I. und Karl I. wurde St Briavels Castle traditionsgemäß an die Earls of Pembroke verlehnt. Im englischen Bürgerkrieg hielt Philip Herbert, der 4. Earl of Pembroke und Freund des Königs die Burg. Philip Herbert schlug sich auf die Seite der Parlamentaristen, aber St Briavels Castle spielte nur eine untergeordnete Rolle im Bürgerkrieg. Mit der Stuart-Restauration und der Einsetzung von Karl II. als englischem König 1660 wurde die Burg den Earls of Pembroke weggenommen und stattdessen Edward Somerset, 2. Marquess of Worcester, auf Lebenszeit verlehnt. Nach dem Tod von Edward Somerset erhielt Henry Somerset, 1. Duke of Beaufort, das Anwesen. Nachdem dieser ein paar Jahre später in Ungnade gefallen war, wechselte die Burg erneut ihren Besitzer. Die folgenden Besitzer waren bescheidenere Personen des englischen öffentlichen Lebens als dies in den vorhergehenden Jahren der Fall gewesen war.

### 18. und 19. Jahrhundert

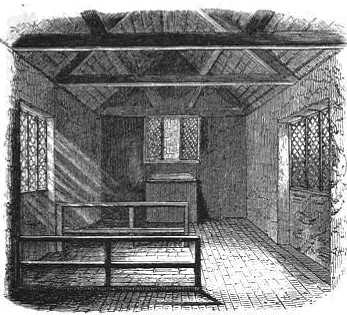
Der Gerichtssaal auf St Briavels Castle Anfang des viktorianischen Zeitalters

Im 18. Jahrhundert wurden viele Gebäude im Burghof angerissen, um Baumaterialien zu gewinnen, z. B. Blei von der Dacheindeckung. Der Donjon brach 1752 teilweise zusammen, 1777 brachen auch die verbliebenen Reste des Gebäudes ein. Viktorianische Autoren machten sowohl das Alter der Gebäude als auch den Diebstahl von Bausteinen durch örtliche Bauern für den Einsturz verantwortlich. Der berühmte Kamin mit dem Forest-Horn wurde zwischen 1783 und 1824 von seinem ursprünglichen Standort auf die Westseite des Gebäudes verschoben. Zwar erreichte St Briavels Castle nicht den pittoresken Status anderer Burgruinen in der Gegend, aber Besucher bemerkten in georgianischer Zeit, dass „eine wunderschöne und romantische Szenerie die Ruine umgebe“.
Die Burg war nun prinzipiell ein Gefängnis und Gerichtsgebäude, immer noch unter einem Konstabler und dem Forstrecht, das 1217 eingeführt worden war. Die verbleibenden Gebäude im Burghof wurden in einen Gerichtssaal und einen Raum für die Jury umgebaut, wobei die Westseite des Torhauses als Gefängnis diente. St Briavels Castle war vornehmlich ein Schuldgefängnis – in England konnten bis zum Debtor's Act von 1869 Schuldner, die ihre Schulden oder Geldstrafen nicht bezahlen konnten, unbegrenzt ins Gefängnis gesteckt werden, um sie zur Zahlung zu bewegen. Die Zustände in dem Burggefängnis wurden nach dem Besuch des Gefängnisreformers John Howard 1775 als Teil seiner Untersuchung für die Erstausgabe seines Buches The State of the Prisons, das zwei Jahre später veröffentlicht wurde, zunehmend bekannter. Howard befand das Gefängnis „in äußerst reparaturbedürftigem Zustand“; die beiden Insassen waren in einem einzelnen Raum eingesperrt, fast das ganze Jahr über ohne Bewegungsmöglichkeit, ohne frisches Wasser, finanzielle Unterstützung oder Feuerholz. Unter den Graffiti an den steinernen Wänden des Burggefängnisses findet man die klagende Inschrift eines Gefangenen aus dieser Zeit: „For I have been here a great space; An I am weary of the place.“ (dt.: Weil ich eine lange Zeit hier bin, bin ich des Platzes überdrüssig.)
1831 gab es ausgedehnte Aufstände im Forest of Dean, angeführt von Warren James. Nach einer militärischen Intervention wurden die Aufständischen zerstreut und die Ordnung wiederhergestellt, aber es wurde eine Reihe von Beschwerden über die Anwendung des örtlichen Rechts auf Bergleute und Metallarbeiter geführt. Es hatte Angriffe gegen St Briavels Castle durch unzufriedene Ortsansässige vor und während der 1780er-Jahre gegeben, aber der Grad der Gewalt war in diesem Falle viel höher. Es folgte ein Act of Parliament, mit dem eine Reihe von Kommissaren eingesetzt wurde, die die örtlichen Praktiken und kürzlichen Ereignisse auf der Burg untersuchten.

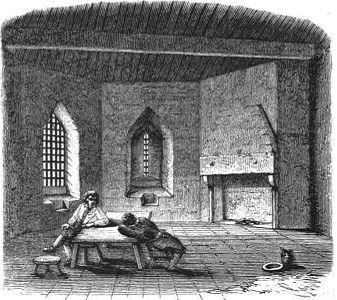
Das berüchtigte Schuldgefängnis von St Briavels Castle Anfang des viktorianischen Zeitalters

Das Schuldgefängnis der Burg wurde besonders intensiv begutachtet. Es kam heraus, dass es bei 397 von 402 Fällen, die vor das Gericht in St Briavels Castle gebracht wurden, um extrem kleine Summen von £ 5 oder weniger (entsprechend £ 373 im Jahre 2009) ging, was in den Augen der Bevölkerung in viktorianischer Zeit zunehmend inakzeptabel war. Eine Geldstrafe von £ 7 (entsprechend £ 522 im Jahre 2009) wurde ebenfalls für jeden Fall verlangt, was den Prozess beschwerlich für die örtlichen Armen machte, die in dieser Weise verfolgt wurden. Bei der Untersuchung fand man heraus, dass der Wärter des Schuldgefängnisses, das bis zu sechs Gefangene beherbergen konnte, vom Konstabler ernannt wurde und ein Teil seines Einkommens darin bestand, dass jeder Gefangene 1 Shilling pro Woche für die Benutzung eines Bettes im Gefängnis zahlen musste. Da es dafür keine öffentlichen Gelder gab, waren die Gefangenen zur Beschaffung des Essens und anderer lebensnotwendiger Dinge auf ihre Angehörigen oder Freunde angewiesen, oder auf Spenden von den Pfarrgemeinden, in denen sie vorher gelebt hatten.
Das Burggefängnis befand man in immer noch sehr schlechten Zustand. Die Kommissare notierten, dass das Gefängnis „nur ein Fenster [hatte], das einen Fuß breit und zurückgesetzt war. Es war nicht zu öffnen (…) Es gab eine Tür am äußeren Ende der Passage und darin ein Loch, das man als notwendig für die Zufuhr von Frischluft hielt (…) Sie führte zu einem Loch, das in den unteren Teil des Gebäudes führte, der immer unzugänglich für Reinigungsarbeiten war, aber bis vor 6 Jahren einen Ausfluss zum Burggraben hatte; die Luft zieht von dort herauf in die Passage und den Raum. Es gibt kein für die Gefangenen zugängliches Wasser und so benötigten sie eine andere Person, die ihnen welches holte.“
Es folgten Gefängnisreformen, z. B. die Verbesserung des Zustandes der Versorgungseinrichtungen der Burg, auch wenn Besucher weiterhin bemerkten, wie die Burg „geflickt und gestopft wie in abgetragener Schuh“ war. 1838 wurde das Amt des Konstablers in das eines „Chefkommissars für Wälder und Forste“ umgemünzt. Gerichts- und Juryraum wurden in ein Klassenzimmer einer örtlichen Schule umgewandelt, auch wenn gelegentlich in der Kapelle Enteignungsverhandlungen abgehalten wurden und die Burg ihre Funktion als Gefängnis bis 1842 behielt, als die verbleibenden Insassen in das Gefängnis von Littledean überstellt wurden.

### 20. und 21. Jahrhundert
Das Torhaus und die Gebäude im Burghof wurden 1906 wieder bewohnbar gemacht und wurden 1948 zu einer Jugendherberge umgestaltet. 1961 wurde der Burggraben teilweise verfüllt und in einen Garten verwandelt. English Heritage hat St Briavels Castle als historisches Bauwerk I. Grades gelistet, und es gilt als Scheduled Monument. Das gesamte Gelände ist öffentlich zugänglich und wird von English Heritage verwaltet.